# ОШ „Милутин Бојић” Поткозарје
ОШ „Милутин Бојић” је једна од основних школа на подручју града Бања Лука. Налази се на адреси Поткозарје бб у Поткозарју. Име је добила по Милутину Бојићу српском пјеснику, драмском писцу, књижевном критичару, позоришном рецензенту и српском војнику у Првом светском рату

## Историјат
Основна школа „Милутин Бојић“ је основана 1. јануара 1966. године под називом Основна школа „Братство – јединство“ Горња Ивањска, а до тада је била подручна школа у саставу Основне школе „Ивица Мажар“ Доња Ивањска. На почетку свог рада имала је 1016 ученика. У свом саставу школа је имала шест подручних одјељења: Верићи, Горњи Поповићи, Каралићи, Шумари, Шимићи и Торлак. Горњи Поповићи су престали са радом 1980. године, Каралићи 1983. године, Шумари су 1984. године припојени школи у Пискавици, Торлак је 1988. године припојен школи „Ивица Мажар“, Шимићи су престали са радом 1993. године. Године 1983. Школа је дограђена са фискултурном двораном, котловницом, зборницом, канцеларијама, библиотеком, кухињом, санитарним чворовима и два кабинета. Од школске 1994. школа је регистрована као Основна школа „Милутин Бојић“ Поткозарје – Бања Лука. Школске 2009/2010. године Основној школи „Милутин Бојић“ Поткозарје, одлуком Министарства просвјете и културе Републике Српске, припојена је Основна школа „Јанко Веселиновић“ Мишин Хан због опадања броја ученика у њој.